# راسيم علييف (مهندس معماري)
راسيم حسن أوغلو علييف - (بالأذرية: Rasim Həsən oğlu Əliyev) مهندس معماري ورسام أذربيجاني، تم تكريمه عام (1979)، حائر على جائزة الدولة، عضو حقيقي للأكاديمية المعمارية الدولية، وعضو حقيقي في أكاديمية روسيا للعمارة والبناء، وفي أكاديمية دول الشرق للهندسة المعمارية.

## حياته ونشاته
وُلد راسيم علييف في 16 يوليو، عام 1934 في أسرة العالم الفكري البارز والأكاديمي حسن علييف في كنجه. في 1965 تم تعيينه مهندس معماري رائسي باكو وعمل لمدة 23 عامًا في هذا المنسب.
أقيم احتفال خاص بالذكرى الثمانين لراسم حسن أوغلو علييف في مركز موغام الدولي، في 18 يوليو عام 2014.
تعرضت في إحتقال معرض الصور من أعمال المعمارية للمهندس المعماري، وكما معرض للوحات الزيتية والطلاء المائي. وأظهرت شظايا من فيلم «معمار» في 2006 حوله.
راسيم علييف هر مؤالف ومؤلف مشارك للمجمع المعماري التذكاري على قبر حسين جافيد في نخجوان، مطار حيدر علييف الدولي في باكو، ومطار في نخشيفان، والعديد من محطات المترو في باكو، ومبنى سفارة أذربيجان في تركيا وللمشارع المختارة الأخر في مجال الهندسة المعمارية.

## جوائزه
- 19 أبريل، عام 2000 - حصل راسيم علييف على وسام «وسام «شهرة»» بموجب مرسوم من رئيس سابق لجمهورية أذربيجان حيدر علييف
- 24 سبتمبر، عام 2009 - وسام «شرف» للخدمات في تطوير الفن المعماري في أذربيجان، بموجب مرسوم من رئيس لجمهورية أذربيجان إلهام علييف
- 16 يوليو، عام 2014 - تم تكريم بوسام «الاستقلال» [3]